# 上海绿地申花足球俱乐部2015赛季
上海绿地申花足球队2015赛季是上海申花足球队在中超的第十二个赛季，也是第34次征战中国最高级别的足球联赛，俱乐部将参加2015年中国足协杯。

## 赛季综述
2014年12月4日下午，申花召开发布会，宣布法国籍主教练弗兰西斯·吉约上任，成为下赛季主帅。此外，王赟和李建滨两名内援也在同时加盟。
2014年12月29日下午，申花宣布，新援赞比亚国脚后卫苏恩祖、前山东鲁能泰山边路快马吕征和之前租借在队中效力的门将耿晓峰正式加盟。